# Ladislaus Sunthaym
Ladislaus Sunthaym (auch Ladislaus von Sunthaym, Sunthaim, Sunthain, Sunthaymer; * um 1440 in Ravensburg; † Ende 1512/Anfang 1513 in Wien) war ein deutscher Historiker, Genealoge, Geograph und Geistlicher, der hauptsächlich in Wien tätig war.

## Leben und Werk

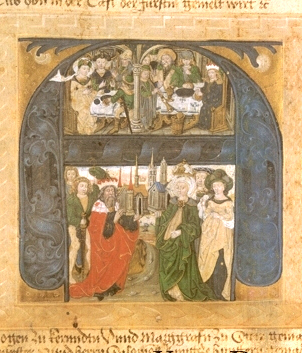
Detail der Klosterneuburger Tafel Nr. 2

Sunthaym entstammt einer Familie der Reichsstadt Ravensburg in Oberschwaben. Er studierte an der Universität Wien Theologie; dort wurde er 1460 zum Procurator der rheinischen Nation gewählt, einer Art Geschäftsführer für die Belange der westdeutschen Studenten. 1465 erlangte er den akademischen Titel eines Baccalaureus artium.
Er schlug die geistliche Laufbahn ein und erhielt 1473 zwei Pfründen am Wiener Stephansdom.
Der Abt des Stifts Klosterneuburg beauftragte Sunthaym 1485, im Jahr der Heiligsprechung des österreichischen Markgrafen Leopold III., eine Familiengeschichte des Heiligen zu erstellen, der in der Stiftskirche begraben liegt. Bis 1489 erarbeitete Sunthaym daraufhin eine Genealogie und Geschichte der Babenberger, wobei er etwa auf Werke von Otto von Freising und auf Thomas Ebendorfers Chronica regum Romanorum zurückgriff. In seiner Genealogie erfand Sunthaym für alle Babenberger bis heute gebräuchliche Beinamen oder ordnete bereits bekannte Beinamen den einzelnen Personen erstmals zu. Sunthayms Werk wurde auf prächtig illuminierten Pergamenttafeln, den Klosterneuburger Tafeln, in der Stiftskirche in Klosterneuburg ausgestellt; bald darauf schuf Hans Part ein riesiges Triptychon für die Kirche, das den Stammbaum aufgrund von Sunthayms Werk mit Geschichten aus dem Leben der Babenberger für die zahlreichen Pilger anschaulich machte (siehe Hauptartikel Babenberger-Stammbaum). Durch den Druck seines Werkes 1491 bei Michael Furter in Basel wurde Sunthaym als Historiker und Genealoge bekannt. 1498 gehörte er wohl der von Conrad Celtis gegründeten Sodalitas litteraria Danubiana (Donauländische wissenschaftliche Gesellschaft) an.

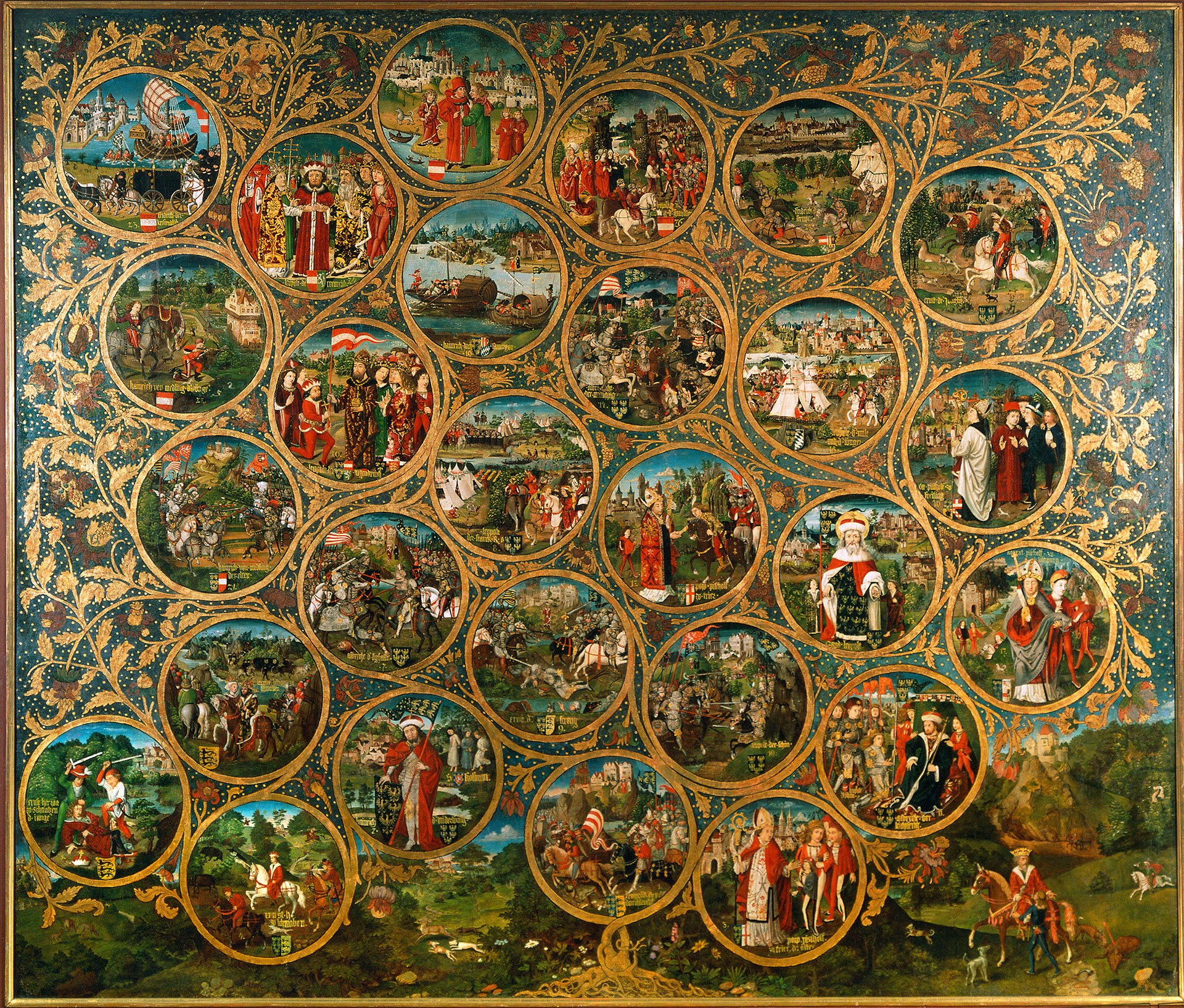
Monumentalgemälde des Babenberger-Stammbaums, Mittelteil, 1489–1492

Um die Jahrhundertwende plante der römisch-deutsche König und spätere Kaiser Maximilian I. ein Großprojekt zur grundlegenden Erneuerung der habsburgischen Geschichtsschreibung aufgrund von Chroniken, archivalischen Quellen und (Grab-)Inschriften. Maximilians besonderes Interesse galt genealogischen Aspekten, mit deren Erforschung er Sunthaym betraute, der durch seinen inzwischen weit bekannten Babenberger-Stammbaum dafür besonders geeignet schien. So wurde er 1498 zunächst zum Hofkaplan ernannt und bald darauf zum Hofhistoriographen. Neben Sunthaym waren auch die Historiker Johann Stabius und Jakob Mennel (auch Manlius) an Maximilians ehrgeizigem historiographischen Unternehmen beteiligt.
1499 erhielt Sunthaym eine dritte Pfründe in Wien, 1504 wurde er Mitglied des Domkapitels. 1505 legte er dem Kaiser eine habsburgische Stammesgeschichte von mythischen Ursprüngen bis in die neueste Zeit vor, die bei dem Auftraggeber allerdings keinen Gefallen fand. Daraufhin sollte Sunthaym mit Mennel das Werk überarbeiten – ihr Resultat wiederum erregte die Kritik des Johann Stabius. Sunthaym wandte sich daraufhin der Genealogie anderer, mit den Habsburgern verwandter Fürstenhäuser zu.
Sunthaym war für seine Recherchen viel auf Reisen, sammelte Chroniken in Klöstern und weltlichen Archiven und verglich deren Überlieferung kritisch. Zu seinen Aufgaben gehörte auch die Beschreibung der von den genealogisch untersuchten Geschlechtern beherrschten Länder. Durch die zahlreichen topographischen Details aus eigener Anschauung und Erkundigungen bei Zeitgenossen, die er wohl teilweise auch schon während früherer Reisen eingeholt hatte, sind seine geographischen Werke eine wichtige Quelle für die Landeskunde und Wirtschaftsgeschichte Österreichs und weiter Teile Oberdeutschlands – seine Beschreibungen erstrecken sich bis nach Franken und in das Elsass.

## Überlieferung und Ausgaben

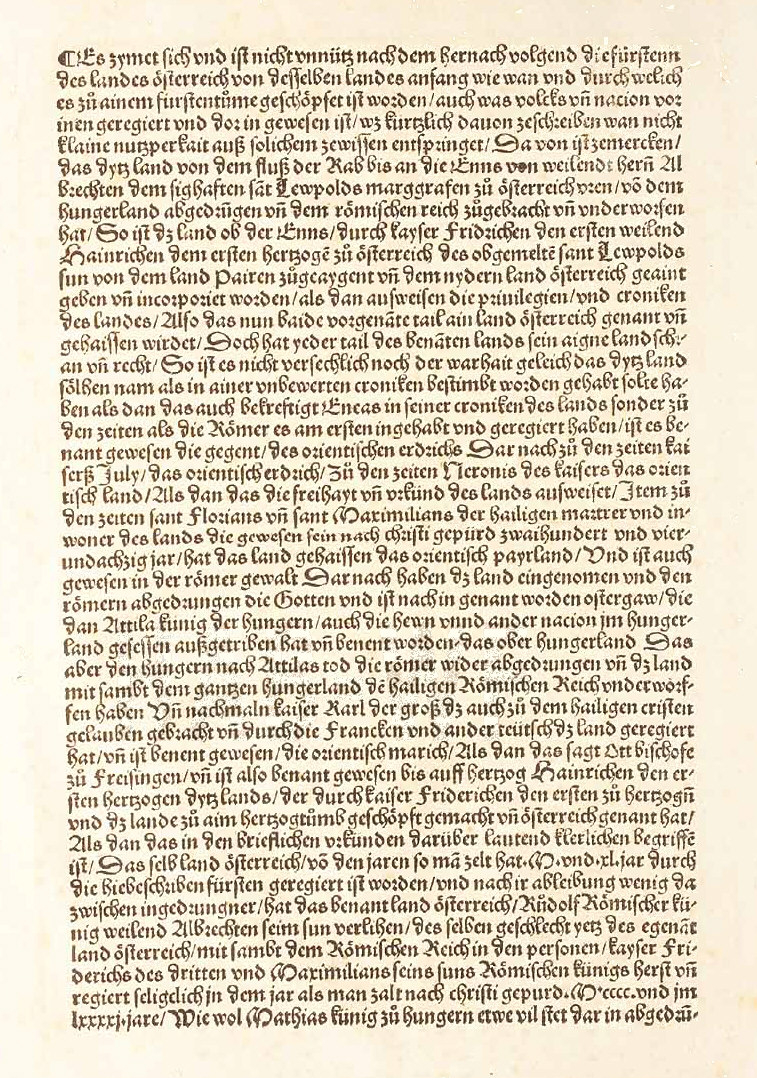
Seite aus dem Druck der Babenberger Genealogie von 1491

Klosterneuburger Tafeln (auch als Tabulae Claustroneoburgenses bekannt, Genealogie der Babenberger)
- Handschrift, so genannte Sunthaym-Tafeln, 8 prächtig illuminierte Pergamentblätter, Stift Klosterneuburg
- Der löblichen fursten vn[d] des lands österrich altharkome[n] vn[d] regier[ung] (im Anhang eine Genealogie des Hauses Habsburg aus Heinrich Steinhöwels deutscher Version des „Speculum humanae vitae“ von Rodriguez Sanchez de Arevalo, um 1476), Druck von Michael Furter, Basel 1491 (diglib.hab.de, Volltext [Wikisource])
- Monumentalgemälde des Babenberger Stammbaums auf der Grundlage von Sunthayms Werk von Hans Part u. a., ca. 8 m × ca. 4 m, Klosterneuburg 1489–1492
- Handschriften in der Österreichischen Nationalbibliothek Wien, Cod. 2918, Cod. 7752, Cod. 8700 (letztere manuscripta.at).
- Handschrift in der Württembergischen Landesbibliothek Stuttgart, Ende 16. Jahrhundert, HB V 40
- Handschrift in der Bayerischen Staatsbibliothek München, Cgm 1642
- Tabulae Claustro-Neoburgenses de primis austriae marchionibus et ducibus, stirpis Babenbergicae, eorumque conjugibus et liberis, auctore Ladislao Sunthaim de Ravenspurgk, operam conferente Jacobo praeposito Claustro-Neoburgensi, ad editionem Basileensem anni 1491, Germanice scriptae, hrsg. von H. Pez, Leipzig 1721
- Edition in: Floridus Röhrig: Der Babenberger-Stammbaum im Stift Klosterneuburg. Edition Tusch, Wien 1975, ISBN 3-85063-042-0

Geographische Kollektaneen und einzelne Genealogien
- Handschrift in der Württembergischen Landesbibliothek Stuttgart, Cod. hist. fol. 249 (geographische Kapitel ediert in Uhde 1993)
- Handschrift in der Württembergischen Landesbibliothek Stuttgart, Cod. hist. fol. 250 (ebenso, digital.wlb-stuttgart.de).
- Handschrift in der Bayerischen Staatsbibliothek München, Clm 1231 (mehrere Genealogien, Gedicht von der Tafelrunde – daten.digitale-sammlungen.de).
- Handschrift im Oberösterreichischen Landesarchiv, Schlüsselberg-Archiv, Nr. 189[2]
- Handschrift im Oberösterreichischen Landesarchiv, Schlüsselberg-Archiv, Nr. 193[2]
- Andreas Felix Oefele: Rerum Boicarum Scriptores. Band 2, 1763, S. 557–644 (Genealogien und anderes aus den heute Stuttgarter Handschriften – books.google.de).
- Gottfried Wilhelm von Leibniz: Scriptores rerum Brunsvicensium. 1707–1711 (Genealogie der Welfen – diglib.hab.de).
- Franz Pfeiffer: Das Donauthal in: Jahrbuch für vaterländische Geschichte, Wien 1861, S. 275 ff. (books.google.com).
- Julius Hartmann: [Das ganze jetzige Württemberg] In: Württembergische Vierteljahreshefte. Jahrgang VII, 1884, S. 125 ff.